# Phare de Reykjavík
Le phare de Reykjavík est un phare d'Islande. Il est situé à Reykjavik, en haut du collège nautique (Sjómannaskólinn).